# 实里达语
实里达语（Slitar或Seletar）是马来半岛南海岸原住民实里达人的语言 。与马来语非常接近，可视为马来语的一种方言 。使用者约1,500人，且被联合国教科文组织列为严重濒危语言。